# Sophie-Dorothée de Brunswick-Lunebourg
Pour les articles homonymes, voir Zelle.
Sophie-Dorothée de Brunswick-Lunebourg (également appelée Sophie-Dorothée de Brunswick-Zelle), née le 10 septembre 1666 à Celle et morte le 2 novembre 1726 au château d'Ahlden, est une princesse de la maison de Hanovre. 

## Biographie
Elle est la fille et héritière de Georges-Guillaume de Brunswick-Lunebourg (chevalier de l'ordre de la Jarretière) et d'Éléonore Desmier d'Olbreuse.
Elle se marie le 21 novembre 1682 à Celle avec le prince George de Hanovre, alors héritier de l'électorat. De cette union sont nés :
- George II (1683-1760), roi de Grande-Bretagne à partir de 1727 et électeur de Hanovre ;
- Sophie-Dorothée de Hanovre (1687-1757), reine en Prusse, épouse à partir de 1706 de Frédéric-Guillaume  Ier, roi en Prusse dit « le Roi-Sergent ».

Depuis l'enfance, Sophie-Dorothée de Brunswick-Lunebourg est éprise du colonel de dragons suédois Philippe-Christophe de Kœnigsmark, et une fois mariée, poursuit une correspondance enflammée avec lui. L'affaire est devenue de notoriété publique par l'intermédiaire de la dame d'honneur Clara Elisabeth von Platen, maîtresse du beau-père de Sophie-Dorothée, l'électeur Ernest-Auguste de Hanovre. Au début, elle avait eu l'œil sur Königsmarck soit pour elle-même, soit pour sa fille (probablement les deux).
Par souci de la raison d'État et de la réputation de la dynastie, la relation secrète ébruitée se transforme en affaire d'État. Un piège leur est tendu le 1er juillet 1694, et Kœnigsmark est aussitôt assassiné à Hanovre pour tentative d'enlèvement de la princesse. Plusieurs versions de son assassinat sont rapportées : assassinat sur ordre de l'électeur de Hanovre, du prince George, meurtre par des courtisans ou par des trabans, corps jeté dans la Leine, dans un four ou encore caché sous le parquet d'un cabinet de toilette.
Son mari, George de Hanovre, fait dissoudre son mariage par le consistoire de Hanovre le 28 décembre 1694, le justifiant alors par l'abandon par Sophie-Dorothée de son mari. Soutenu par son beau-père, George fait interner à vie Sophie au château-forteresse d'Ahlden où elle demeure jusqu'à sa mort, interdite de remariage et de visites (même de sa famille). En 1714, son ex-époux accède au trône de Grande-Bretagne sous le nom de George Ier. Elle meurt en captivité le 2 novembre 1726 à 23 heures au château d'Ahlden.

## Représentation dans la littérature
Le récit de la liaison entre Sophie-Dorothée de Brunswick-Lunebourg et Philippe-Christophe de Kœnigsmark, ainsi que différentes hypothèses sur le sort de ce dernier, est relaté dans Koenisgmark, roman de Pierre Benoît.

## Source
- Sagas, Les Hanovre de Philippe Delorme